# Hautmougey
Hautmougey is een plaats en voormalige gemeente in het Franse departement Vosges in de regio Grand Est. De plaats maakt deel uit van het arrondissement Épinal.

## Geschiedenis
De gemeente maakte deel uit van het kanton Bains-les-Bains totdat dat werd samengevoegd met de kantons Plombières-les-Bains en Xertigny tot het huidige kanton Le Val-d'Ajol. Op 1 januari 2017 fuseerden de gemeenten Bains-les-Bains, Harsault en Hautmougey tot de commune nouvelle La Vôge-les-Bains.

## Geografie
De oppervlakte van Hautmougey bedraagt 7,8 km², de bevolkingsdichtheid is 18,1 inwoners per km².
De onderstaande kaart toont de ligging van Hautmougey met de belangrijkste infrastructuur en aangrenzende gemeenten.

## Demografie
Onderstaande figuur toont het verloop van het inwonertal (bron: INSEE-tellingen).